# (16813) Ronmastaler
(16813) Ronmastaler (désignation provisoire 1997 UT6) est un astéroïde de la ceinture principale découvert en 1997.

## Description
(16813) Ronmastaler a été découvert le 23 octobre 1997 à l'observatoire de Kitt Peak, situé dans l'Arizona (États-Unis), par le projet Spacewatch de l’université de l'Arizona.

### Caractéristiques orbitales
L'orbite de cet astéroïde est caractérisée par un demi-grand axe de 2,18 UA, un périhélie de 1,89 UA, une excentricité de 0,13 et une inclinaison de 3,08° par rapport à l'écliptique. Du fait de ces caractéristiques, à savoir un demi-grand axe compris entre 2 et 3,2 UA et un périhélie supérieur à 1,666 UA, il est classé, selon la JPL Small-Body Database, comme objet de la ceinture principale.

### Caractéristiques physiques
(16813) 1997 UT6 a une magnitude absolue (H) de 14,3 et un albédo estimé à 0,299.